# 観戦記者
観戦記者（かんせんきしゃ）とは様々な競技を観戦し記事を執筆する記者のことである。主に新聞の囲碁・将棋欄やこれらの専門誌で「観戦記」の執筆を担当する記者について呼ばれる事が多く、スポーツ競技を観戦する記者については俗にスポーツ記者などと呼ばれる。
本項目では主に将棋・囲碁などにおける観戦記者について述べる。

## 観戦記
明治時代から現代に至るまで新聞社主催のいわゆる新聞棋戦では、新聞にプロの対局（時にはアマ）の棋譜が掲載される。この棋譜に対局者の紹介、対局の模様、指し手の解説等を加えた記事を観戦記と言う。テレビやインターネットといった伝達手段が発達していなかった時代には、観戦記はプロ棋士と一般のファンとの間を結ぶ唯一の伝達手段であり、それだけ観戦記の役割も大きかったとされる。
将棋の観戦記では、将棋そのものの内容の解説に加え、棋士の食べる食事・おやつ等が紹介される特徴がある。その歴史は古く、現在確認されているところでは1932年（昭和7年）に國民新聞に掲載された倉島竹二郎筆の観戦記で食事の内容が取り上げられたのが最古。囲碁では以前は食事の内容が取り上げられることは少なかったが、将棋の影響もあり、近年は観戦記に食事の話題が出ることも増えている。
将棋ペンクラブ大賞（観戦記部門）のように、観戦記を専門に扱う文学賞も存在する。

## 観戦記者の仕事
観戦記者は、棋戦が行われる会場に詰めて、プロ棋士の対局を観戦し、対局者の様子や対局の雰囲気を記録することが主な仕事である。ただし、棋戦の主催者（所属記者、あるいは委託を受けた者）以外は対局開始・終了時や感想戦などを除いて対局室に入れないため、その場合は対局中控室でモニター越しに棋戦を観戦する。また控室等で他の棋士達の検討を聞き、取材もする（新聞棋戦の場合は対局ごとに解説役の棋士が付く、あるいは副立会人等の棋士が解説を行うことも多い）。タイトル戦などは長時間の滞在となるため、時には麻雀やトランプ等ほかのことに興じる場合もある。対局の終了後は感想戦で対局者の読み、指し手の解説等を取材して、観戦記を執筆する。
一口に観戦記者と言っても、作家や文筆家など色々なタイプが存在するが、新聞・雑誌の記者とフリーの記者が最も多い。作家や文筆家は基本的にタイトル戦などの大きな勝負のみのゲスト執筆者である。新聞記者・雑誌記者は主に自分の社が主催する棋戦の観戦記を執筆する。フリーの記者には新聞記者・雑誌記者のOBも多い。
新聞の将棋・囲碁欄はスペースの制約が厳しく、文字は一文字でも節約したいという要求から、新聞紙上で観戦記を執筆する場合は短い（1 - 2文字）ペンネームを用いることが伝統となっている。

## 過去の観戦記者
（氏名右はペンネーム）
記者
- 三木愛花…萬朝報記者（将棋観戦記者の元祖、相撲記事も担当）[6]
- 菅谷要（菅谷北斗星）…読売新聞記者（将棋）
- 宇崎重二…囲碁。日本棋院の職員。ペンネームに宇崎玄々子(朝日新聞）、八島太郎（中日新聞）　。
- 山本亨介（天狗太郎）…将棋史についての本多数
- 倉島竹二郎…作家出身の観戦記者、毎日新聞に執筆（将棋・囲碁）
- 吉井栄治（「栄」）…作家出身の朝日新聞記者（将棋）
- 井上宅治（読売新聞囲碁・初代／三代覆面子）
- 西川勉（読売新聞囲碁・二代目覆面子）
- 三堀将（読売新聞囲碁欄・四代目覆面子）
- 多賀谷信乃（読売新聞囲碁、五代目覆面子）
- 山田覆面子（読売新聞囲碁欄、六代目覆面子、山田虎吉）
- 三谷水平（毎日新聞囲碁欄、筆名：芦屋伸伍）
- 田岡敬一（朝日新聞囲碁欄、筆名：白鳥人、囲碁）
- 長谷川耕（朝日新聞囲碁欄、筆名：阿修羅）
- 田村孝雄（将棋欄では「龍」、囲碁欄では「田村竜騎兵」）…朝日新聞家庭部記者（朝日新聞の観戦記者のペンネームは、漢字一字の場合が多い）
- 下里正樹（奥山紅樹）…しんぶん赤旗記者（将棋）
- 田辺忠幸…共同通信記者、後にフリー（将棋）
- 山田史生…元読売新聞記者、フリー(将棋)。囲碁の観戦記者として名高い山田覆面子の息子
- 谷口牧夫（朝日新聞「牧風」名義、囲碁・将棋）
- 林裕（囲碁、フリー記者、『共同通信』『東京新聞』『毎日新聞』）
- 相場一宏（囲碁、フリー記者、天元戦・新人王戦）
- 関則可（記者ではなくフリー。アマチュア将棋強豪（元アマ名人）、朝日新聞将棋欄で「酔象」 名義で担当）
- 柿沼昭治（記者ではなくフリー。アマチュア将棋強豪。朝日新聞将棋欄で「玉虫」名義で担当）
- 中平邦彦（神戸新聞将棋記者。筆名：原田史郎）
- 能智映（三社連合、将棋（王位戦）・囲碁（天元戦））
- 高林譲司（筆名：信濃桂、三社連合将棋・囲碁記者。『将棋世界』『将棋マガジン』の編集者出身）
- 井口昭夫（毎日新聞、囲碁・将棋観戦記者）
- 小堀啓爾（毎日新聞、囲碁、フリー）
- 堀田五番士（囲碁・本名は堀田護、朝日新聞や産経新聞）
- 東公平…将棋、フリー（かつて朝日新聞でのペンネーム「紅」。）
- 伊藤敬一（囲碁、フリー）
- 木屋太二（将棋、フリー）
- 湯川恵子（将棋・囲碁、フリー）
- 金沢盛栄（囲碁、毎日新聞記者、囲碁アマチュア強豪、プロ棋士金沢真は息子）

プロ棋士
- 金子金五郎（将棋）
- 山川次彦（香取桂太）…元『将棋世界』編集長
- 加藤治郎（三象子）将棋
- 山本武雄（陣太鼓）…独特の口語文。新聞の観戦記に2つ図面を載せることを考案した。筆名の「陣太鼓」は旅館陣屋の玄関におかれた大きな太鼓に由来する[7]。（将棋）
- 永沢勝雄（仏法僧）将棋
- 高柳敏夫…中原誠は高柳の内弟子時代、大手町の日本経済新聞社まで観戦記を届けるのが日課だった。（将棋）
- 芹沢博文…二上達也と森雞二との棋聖戦5番勝負第一局を30日間連載して話題になった。（将棋）
- 原田泰夫（将棋）
- 前田陳爾（囲碁）
- 中山典之（囲碁）
- 小西泰三（囲碁）
- 河口俊彦（将棋）
- 藤田麻衣子（将棋）

作家・文筆家
- 幸田露伴（将棋）
- 菊池寛（将棋）
- 坂口安吾（囲碁・将棋）
- 藤沢桓夫（将棋）
- 大岡昇平（囲碁・将棋）
- 山口瞳（将棋）
- 五味康祐（将棋）
- 豊田穣（元・中日新聞記者）
- 川端康成（囲碁）
- 石堂淑朗（将棋）
- 江崎誠致（囲碁）
- 真継伸彦（囲碁）
- 石井妙子（囲碁）、毎日新聞・本因坊戦。のち、ノンフィクション作家に。
- 梅田望夫（将棋）

## 主な観戦記者
記者
- 小田尚英…読売新聞文化部記者（将棋）
- 西條耕一…読売新聞文化部記者（将棋）
- 山村英樹…毎日新聞学芸部記者（京都大学囲碁部OB）。将棋・囲碁ともに観戦記を執筆。
- 神谷浩司…日本経済新聞文化部記者（将棋）
- 村上耕司…朝日新聞文化グループ記者（将棋）
- 金沢盛栄（毎日新聞編集委員・囲碁アマチュア強豪。弟の金沢東栄もアマチュア強豪）
- 秋山賢司（「春秋子」、朝日新聞囲碁観戦記者）
- 湯川博士…フリー。元将棋ジャーナル編集長。
- 湯川恵子…フリー。元・将棋女流アマチュア名人。将棋がメインだが囲碁の観戦記も担当。
- 鈴木宏彦…フリー。元将棋世界編集部員。
- 小暮克洋…フリー。元東京大学将棋部・学生名人。
- 椎名龍一…フリー。元週刊将棋記者。プロボウラーのライセンスを持つ。
- 加藤昌彦…フリー。元新進棋士奨励会二段。一時期芸能界に身を置いていた。
- 池田将之…フリー。元新進棋士奨励会三段。妻は女流棋士の村田智穂。
- 後藤元気…フリー。元新進棋士奨励会出身。
- 高見亮子…劇作家、脚本家。読売新聞囲碁欄など。
- 内藤由起子…フリー。朝日新聞囲碁欄。お茶の水女子大学囲碁部OG。
- 佐野真…フリー。囲碁ライター、スポーツライター。
- 津江章二（共同通信社、将棋・ボクシング）
- 藤田麻衣子…フリー。将棋の元女流棋士。
- 大川慎太郎…フリー。将棋。元講談社、現在「将棋世界」編集部。
- 松本博文…フリー。将棋中継記者。
- 北野新太（朝日新聞、将棋担当記者）
- 高橋呉郎（フリー、将棋。元「女性自身」「宝石」編集者。元・梶山季之主宰の月刊誌「噂」の編集長）
- 高成謙…フリー。囲碁観戦記者。ネット中継でのハンドルネーム黒衣子。
- 中村智佳子…囲碁。本因坊戦、新人王戦。アマチュア強豪。

## チェス
将棋や囲碁と同じく、専門誌のライターや新聞社に所属する記者が担当することが多い。また大会に参加していない選手や作家などが書くこともある。1972年に行われたボビー・フィッシャーとボリス・スパスキーによる世界チェス選手権決勝の観戦記はジョージ・スタイナーが書いている。
世界選手権などの大会でテレビやネット中継がある場合、音声による解説も担当することがある。またマインドスポーツであるため、海外の新聞社ではチェスの記事をスポーツ欄に掲載することもある。